# Михалево (ОКАТО 34208828029)
Михалево (рос. Михалёво) — присілок в Галицькому районі Костромської області Російської Федерації.
Населення становить 11 осіб. Входить до складу муніципального утворення Орєховське сільське поселення.

## Історія
У 1936-1944 року населений пункт перебував у складі Ярославської області. Від 1944 належить до Костромської області.
Від 2007 року входить до складу муніципального утворення Орєховське сільське поселення.

## Населення
| 2008 | 2014 |
| ---- | ---- |
| 10   | ↗11  |